# Гамаль Абдель Насер
Гама́ль Абде́ль На́сер (араб. جمال عبد الناصر, Ґамаль Абд ан-Насир; 15 січня 1918, Александрія, Єгипет — 28 вересня 1970, Каїр, Єгипет) — діяч панарабського руху, другий президент Єгипту.

## Біографічні відомості
Народився 15 січня 1918 року в селі Бені-Мор, що біля Александрії. Батько — поштовий службовець.

Уже в 12-літньому віці брав участь в антибританській демонстрації (будучи учнем третього класу початкової школи в Александрії).

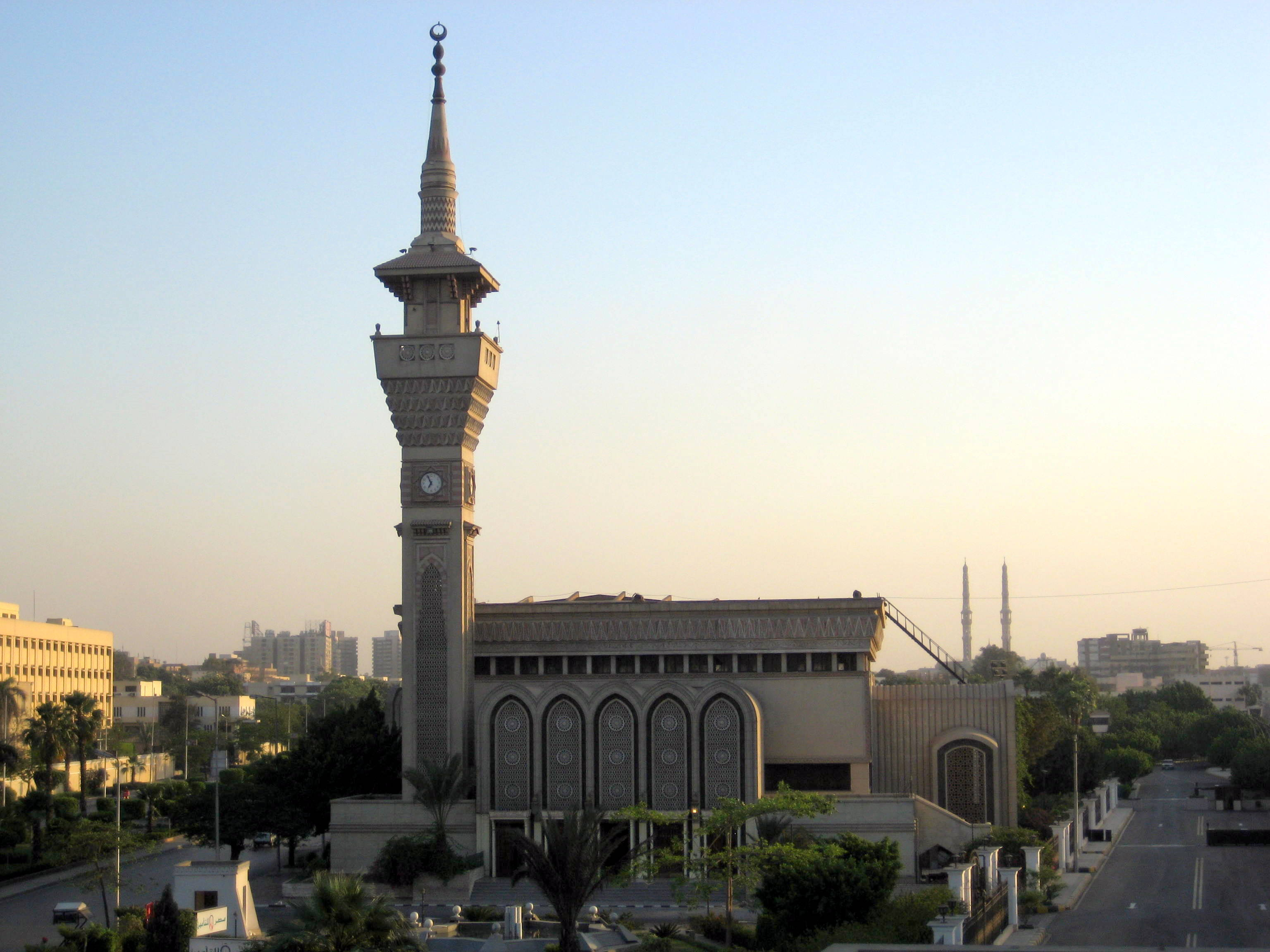
Мечеть Гамаля Абделя Насера в Каїрі

У 1935 році закінчив середню школу (El Nahda Secondary School) в Каїрі.
У 1937 році вступив з другої спроби у військове училище й закінчив його в 1938 у чині молодшого лейтенанта. Проходив службу в П'ятому ескадроні на півдні країни, згодом — в Судані.
В 1944 році одружився із Тах'є Казем (Tahia Kazem), дочкою перського торговця.
Учасник арабо-ізраїльської війни 1948—1949, був поранений. У 1949–1952 — викладач військового коледжу Генерального штабу (підполковник).
Заснував і ввійшов у керівництво таємної політичної організації «Вільні офіцери», що підготувала і здійснила в ніч на 23 липня 1952 року військовий переворот, у результаті якого був скинутий король Фарук I.
26 липня 1952 року була створена Рада революційного керівництва (РРК), офіційним главою якої був призначений Мухаммед Наґіб. Того ж дня король Фарук зрікся престолу на користь свого 7-місячного сина.
Насер став заступником голови РРК. Після тривалої боротьби за владу у квітні 1954 року Мухаммед Наґіб був відсторонений від керівництва, і влада перейшла до Насера.
23 червня 1956 року в ході національного референдуму прийнята перша республіканська конституція Єгипту. Насера було вибрано виконуючим обов'язки президента.
У 1954—1956 (з невеликими перервами) — прем'єр-міністр, одночасно виконував обов'язки президента. Із червня 1956 — президент Єгипту.
З 1 лютого 1958 — президент Об'єднаної Арабської Республіки (ОАР).
З 1963 — голова партії Арабський соціалістичний союз.
Помер 28 вересня 1970 року в Каїрі внаслідок інфаркту.
Про Насера в Єгипті був знятий фільм «Насер 56» (Nasser 56, 1956).

## Почесні звання, титули, нагороди
- Герой Радянського Союзу (1964)

## Герой Радянського Союзу
За особистою ініціативою Хрущова, який перебував з 9 по 25 травня 1964 року в Єгипті з офіційним візитом, Указом Президії Верховної Ради СРСР від 13 травня 1964 року Насер був визнаний гідним звання Героя Радянського Союзу із врученням ордена Леніна й медалі «Золота Зірка» № 11224. Нагородженню не завадили навіть ті факти, що під час Другої світової війни Насер співпрацював з Третім рейхом (вбачаючи в ньому союзника в боротьбі з англійцями), а у 1950-ті роки у нього радниками працювали оберштурмбанфюрер СС Отто Скорцені і колишній охоронець Гітлера та засновник неонацистської партії Отто-Ернст Ремер. Ця нагорода породила в СРСР цілу низку анекдотів, частівок і куплетів, в одному з яких були такі рядки: 
| «Живе в пісках і їсть од пуза Напівфашист, напівесер, Герой Радянського Союзу, Гамаль Абдель на-всіх-Насер». |

### Переклади українською
- 2020 — Щоденник про війну в Палестині (Завантажити [Архівовано 6 листопада 2020 у Wayback Machine.])